# 1922年汕頭颱風
1922年汕頭颱風（英語：1922 Swatow Typhoon）是1922年太平洋台风季第五號颱風。台风在7月27日形成，在8月3日消散，维持了一星期。這個颱風為菲律宾和中國广东省地區，尤其是汕头市帶來破壞，造成嚴重人命及經濟損失，因而被中国气象局列為20世紀十大氣象災害之首。
由於當時的西北太平洋地區並未有為颱風命名的習慣，且該颱風於8月2日為汕頭市帶來嚴重破壞，故又稱之「八二風災」。
此次颱風的中央氣象局編號為B096。

## 氣象歷史
一股熱帶低氣壓於1922年7月27日在加罗林群岛附近形成，隨後向西北緩慢移動，並逐漸增強成為颱風。它於7月31日越過呂宋及進入南海北部。在進一步增強之後，它於8月3日凌晨在广东省汕头市附近沿岸登陸，於翌日迅速消散。登陸汕頭時，一艘英國蒸汽船測得其中心气压為27.53吋汞（即932毫巴或百帕斯卡） ，而最高風速亦達100英里每小時。

## 各地影響
菲律賓方面，由於颱風只經過菲律賓呂宋北部人煙稀少的地區，故對當地並無造成明顯影響。
台灣方面，高雄州附近風速達每秒33米，恆春測站總雨量達181.3毫米，花蓮港廳測站總雨量114.1毫米、台東廳測站總雨量123.2毫米，其他地區則有零星降雨。全台共造成36戶房屋全毀，168戶房屋半毀。
而在中國方面，颱風為广东省汕头市帶來嚴重破壞。根據《潮州縣志》記載，風勢於8月2日下午3時開始增強，到黃昏時風勢加大，至晚上9時颱風登陸之時，「風方益厲，震山撼岳，拔木發屋」。據當地氣象台的資料顯示，晚上9時當地風速增至蒲福風級8級，一直維持到翌日上午9時，即8級大風持續長達一天半，當中12級颶風更持續了整整一天，是歷來罕見。
颱風所帶來的風暴潮比平時至少高12英尺，沿海150公里堤防全部損毀。颱風亦為該區帶來暴雨，加上時值天文大潮，汕頭市平均水深3米，沿海地區一片汪洋，導致民房被淹浸或倒塌，該處土地亦飽和幾天，以致不能生長莊稼。有些鄰近村莊完全受到破壞。又有數艘在沿岸的船隻完全被吹毀，而有些更被吹到內陸兩英里處，「財生號」輪船吹到乳蓬山上，「山東號」擱淺於狗母涵山腰，亦有兩艘小火輪被吹到潮陽縣後溪、蝴蝶交山腰。除了造成財產損失之外，這個颱風更帶走汕頭約4萬至8萬條人命，美国国家海洋和大气管理局則估計死亡人數逾6萬人，甚至可能超過10萬人。
這個死亡人數數字令該颱風成為西北太平洋引致最多人死亡的熱帶氣旋之一，而其他的則包括於1881年吹襲越南海防市的未命名颱風、1975年的颱風妮娜、以及於1912年吹襲中國的未命名颱風。此外，颱風因在广东省汕头市帶來嚴重破壞，而被中国气象局列為20世紀十大氣象災害之首。

## 善後賑災

### 中国
災區汕头市在第二天展開善後工作，汕頭市政府成立了振務處，派員協助善後，並向外界呼籲援助。當地軍警協助維持治安，以防發生搶掠事件，慈善組織亦協助處理屍體。
颱風為汕头市帶來嚴重破壞，造成通訊中斷，至幾天後從各種渠道傳遍各地才廣為人知，救災活動雖然展開，但陷於內戰問題當中的北洋政府對這場風災反應不大，總統黎元洪僅象徵性撥款5萬元來救濟災民，但亦有一些海內、外潮汕人社團踴躍捐輸，在賑災中發揮重要作用。出身自廣東南海，當時旅居上海的康有為，在《申報》上刊登廣告，義賣親筆書法，很快就訂購一空，于右任、朱念祖和楊白氏也義賣助賑。

### 国际
風災亦驚動了國際社會，香港政府捐助大米等物資運往當地，美國、英國與日本等國政府和社會也透過捐助來救濟，中華民國紅十字會和美國紅十字會亦派出了醫療隊伍趕赴汕头。墨西哥總統阿尔瓦罗·奥布雷贡向北洋政府發表慰問電報，泰國國王拉玛六世也赠5千泰銖作賑災之用。

## 外部連結
- 颱風路徑圖（页面存档备份，存于）
- 1922年“八二”风灾及其善后救济，广东革命历史博物馆
- 颱風發生時任職汕頭海關的美國籍官員Roy Maxwell Talbot珍藏的歷史照片（页面存档备份，存于）